# Chiesa di Sant'Eugenio in Crevari
La chiesa di Sant'Eugenio in Crevari è un edificio religioso sito in via Giacomo Canepa a Crevari, nel quartiere genovese di Voltri. La sua comunità parrocchiale fa parte del vicariato di Pra'-Voltri-Arenzano dell'arcidiocesi di Genova.

## Storia e descrizione
L'antica chiesa di Crevari viene citata per la prima volta in un lascito datato al 22 luglio 1210 del signor Vivaldo Baiulo che all'edificio destinava la somma di 12 soldi. Il 5 agosto 1248 è menzionato il primo rettore, prete Manfredo, mentre nel 1252 è citato prete Belmosto quale secondo rettore e canonico di Pra'. In questo periodo storico gli scritti testimoniano i primi lavori di restauro effettuati per volere del prete Guglielmo da Valdettaro.
Dal 1477 al 1568 la chiesa di Sant'Eugenio fu assoggettata alla guida della parrocchia di San Nicolò di Voltri e, come da istituzione dei registri parrocchiali, solamente nel 1569 fu distaccata e creata parrocchia autonoma. Sempre nel XVI secolo si diedero il via ai lavori di riedificazione dell'antica chiesa crevarese che il 10 luglio 1689 fu consacrata dal vescovo della diocesi di Noli Gian Giacomo Porrata, originario di Voltri.
La costruzione agli inizi dell'Ottocento del nuovo tracciato della Via Aurelia causò la formazione di pericolose crepe all'edificio che, chiuso al culto religioso per motivi di sicurezza dal 12 novembre 1807, crollò in parte nel 1824 lasciando in piedi solamente il campanile e il coro.
Già nel 1810 per volontà del parroco don Pietro Patrone si predisposero i lavori per l'edificazione di una nuova chiesa, in un luogo diverso e più sicuro rispetto al precedente, su progetto dell'architetto Pietro Pellegrini, con la benedizione della prima pietra il 23 aprile 1811 ad opera dell'arcivescovo di Genova cardinal Giuseppe Spina; il 16 luglio 1827 la chiesa veniva consacrata e aperta al culto.
Gli interni dell'edificio verranno stuccati da Giovanni Battista Scala di Lugano, mentre il pittore Giuseppe Mazzei ne affrescava nel 1926 la zona del coro e del Sancta Sanctorum. Il 2 luglio 1923 fu eletta a prevostura da monsignor Giosuè Signori.
L'attiguo campanile venne edificato nel 1949, mentre il 19 maggio 1985 fu dedicato l'altare maggiore da parte del cardinale Giuseppe Siri. La vecchia chiesa è ubicata all'interno del cimitero di Crevari con il coro che ne è diventato cappella dello stesso.
La chiesa è nota anche per il tradizionale presepe meccanizzato, allestito nel salone parrocchiale.

## Galleria d'immagini

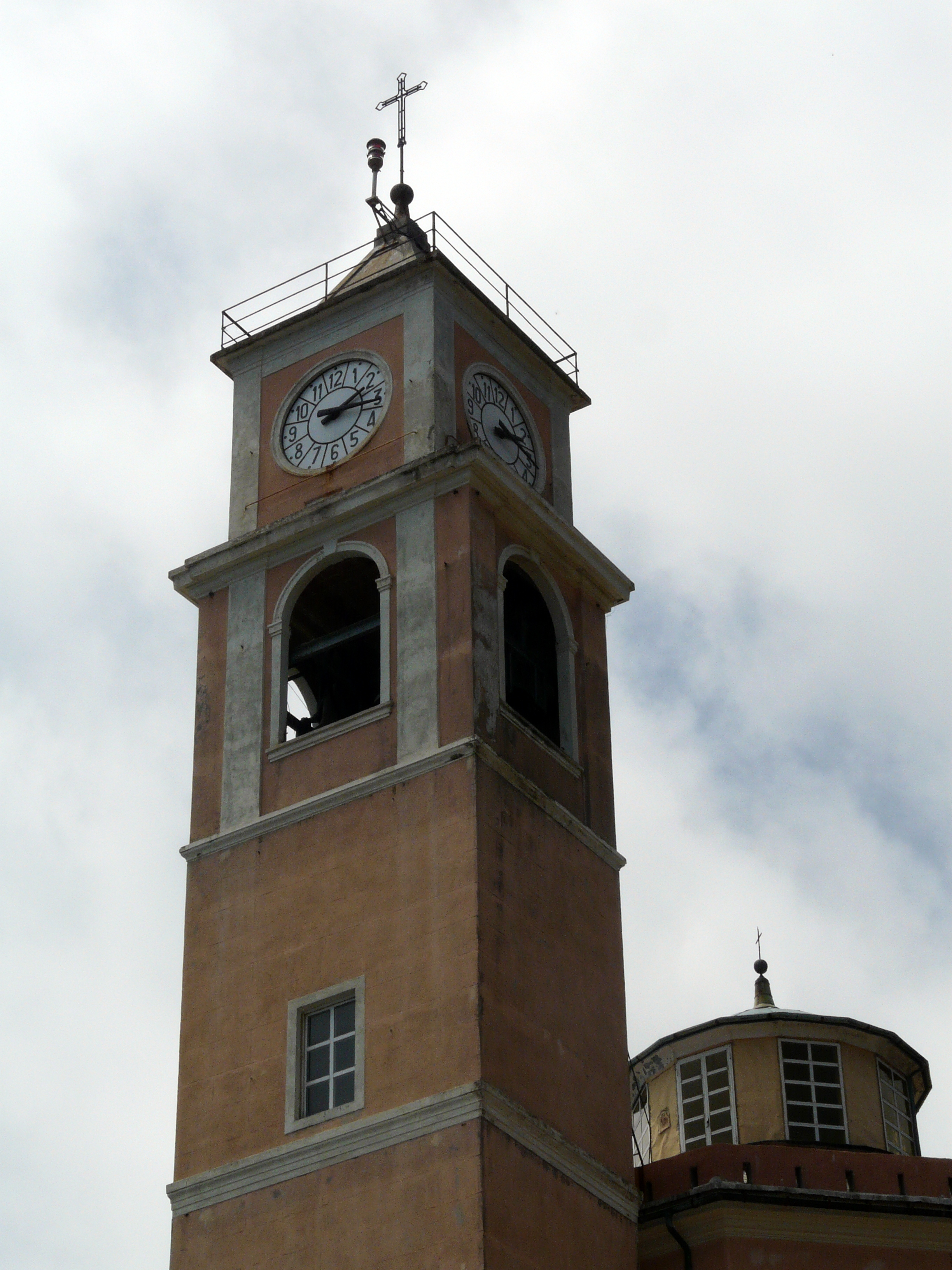
Il campanile della chiesa "nuova" di Sant'Eugenio
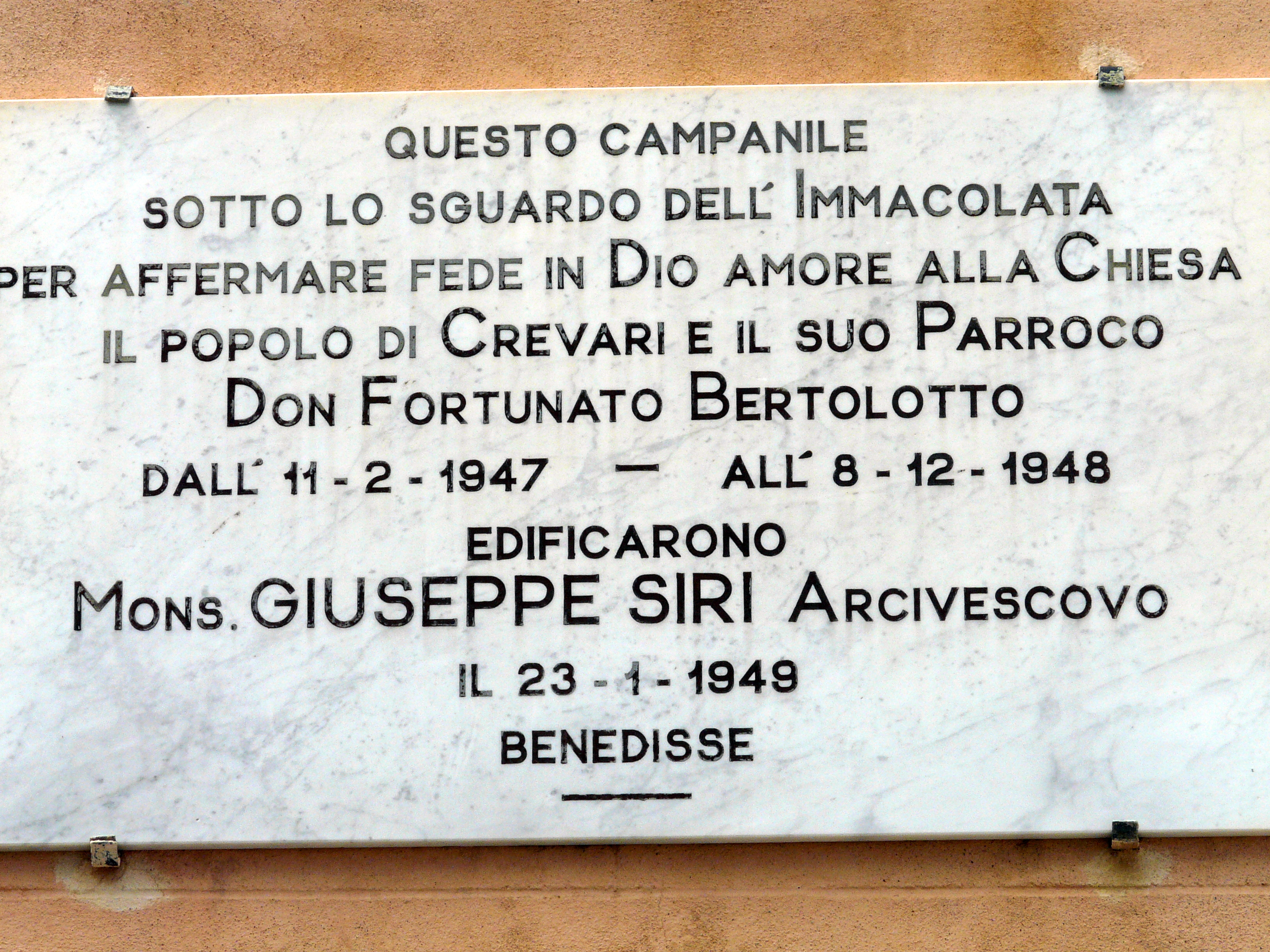
Targa commemorativa del campanile
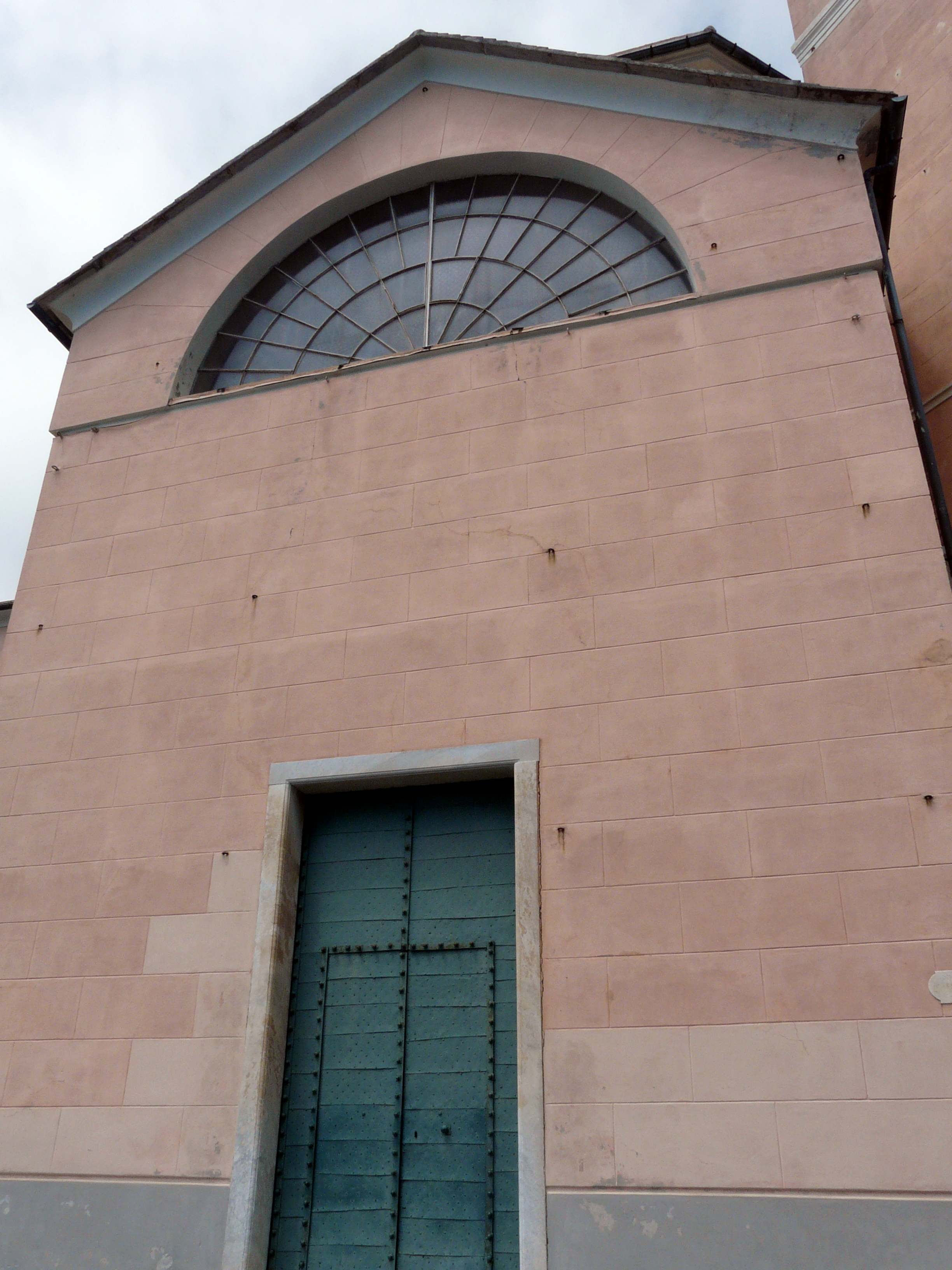
Facciata della chiesa "nuova"
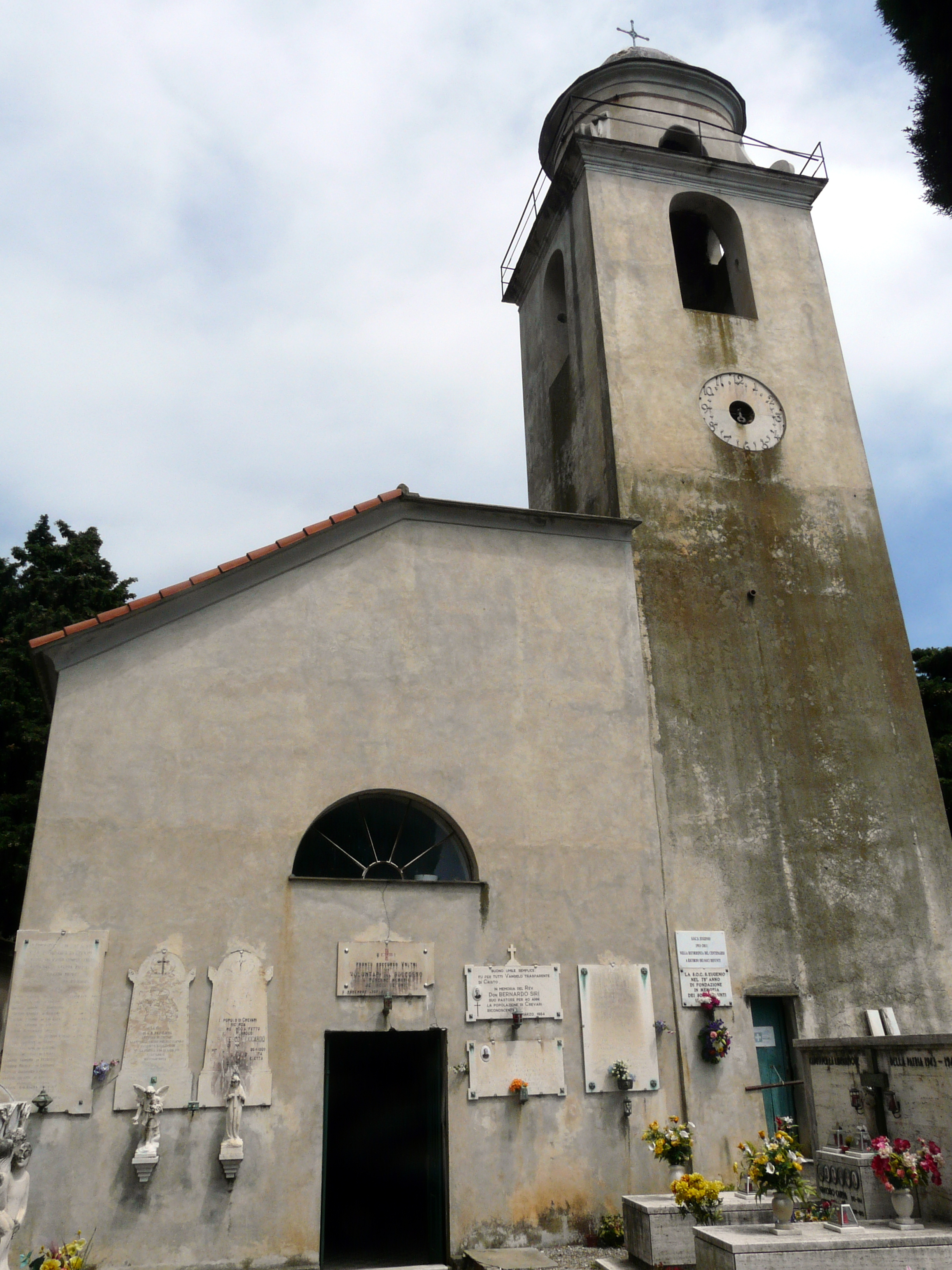
La vecchia chiesa di Sant'Eugenio (oggi cappella all'interno del cimitero)